# Príncep de Viana - Clot
Príncep de Viana - Clot és un barri de Lleida. El seu nom prové del carrer Príncep de Viana i de la plaça el Clot de les Granotes.
L'any 2007 tenia 11.874 habitants.